# Naum d'Ohrid
Pour les articles homonymes, voir Nahum (homonymie).
Naum d'Ohrid ou parfois Nahum également connu sous le nom de Naum de Preslav est un saint évangélisateur des Slaves. Il est mort le 23 décembre 910. L'Église orthodoxe le fête le 23 décembre et le 27 juillet avec ses condisciples comme pour l'Église catholique.

## Élève de Cyrille et Méthode
Saint Naum (API : /sveˈti na.ˈum preˈslavski/, translittération scientifique internationale Sveti Naum Preslavski) (également connu sous le nom de bulgare : Свети Наум Преславски, translittération internationale Sveti Naum Ohridski, Saint Naum d’Ohrid) (vers 830 – 23 décembre 910) est un saint bulgare médiéval,, clerc, écrivain et théologien. Son nom est une forme slave de Nahum, prophète hébreu, qui signifie « consolation ». Il est un élève des saints Cyrille et Méthode et participe comme eux à la création de la langue liturgique slave, le vieux-slave ou slavon. Avec  Clément d'Ohrid, il fait partie du groupe de moines qui soutiennent Méthode pendant sa mission en Grande-Moravie. Selon l’hagiographie de Cyrille et Méthode rédigée par saint Clément d'Ohrid, Naum participe à leur mission en Grande-Moravie et est ordonné prêtre à Rome en 867 ou 868.

## Sources écrites sur saint Naum
La Vie de Naum (Житие на св. Наум), texte du Xe siècle écrit par un élève anonyme de Naum originaire du district de Devoll, affirme : « […] Le vénérable et grand-père Naum grandit en Mésie et conformément à l'éducation qu'il avait reçue de ses parents, issus de la noblesse, il considérait ladite noblesse et la richesse comme balle et non épi, et il se joignit à Constantin le Philosophe, l'égal des apôtres et à son frère Méthode, qui voyageaient et enseignaient le peuple en Mésie et en Dalmatie. Il les suivit partout, même jusqu'à l'antique Rome [...] ».
Une version en vieux-slave de ce livre a été découverte en 1906 au monastère de Zographou. Il en existe en outre trois traductions grecques datant de 1695, 1740 et 1742, qui sont cependant abrégées et ne contiennent que peu d'éléments biographiques sur saint Naum.

## Conflit en Grande Moravie et refuge en Bulgarie - l'école littéraire de Preslav
En 874, le prince morave  Kocel' se détourne de Constantinople pour se rapprocher de l'Empire carolingien. Les autres élèves de Constantin le Philosophe et de Méthode entrent en conflit avec les missionnaires latins actifs en Grande-Moravie, qui favorisaient la prédication en langue latine et non slave. Après la mort de Méthode en 885, ses élèves sont expulsés et se réfugient dans le royaume bulgare de Boris Ier. La même année (ou l'année suivante ?), Naum arrive à Pliska avec Clément d'Ohrid, Angelar d'Ohrid et peut-être Gorazd de Bulgarie (selon d'autres sources, Gorazd était déjà mort à ce moment).
Afin de diminuer l'influence byzantine dans son royaume, Boris Ier favorise l'institution de la langue slave comme langue liturgique. Deux écoles littéraires sont créées : l'école d'Ohrid, dirigée par Clément et l'école de Preslav, dirigée tout d'abord par Naum (d'où son surnom : Preslavski). Dans les deux écoles, on enseignait le vieux-slave comme langue liturgique. Naum enseigne à Preslav de 886 à 893, puis à Ohrid, après que Clément fut élevé par le tsar Siméon Ier au rang d'évêque de Drembica (Veleka/Velikia, aujourd'hui Strumica) en 893.

## Activité à Ohrid
À la fin du IXe siècle, Naum exerce son activité missionnaire avec Clément dans la région d'Ohrid, envoyés par le tsar bulgare Boris Ier et son successeur Siméon Ier,.

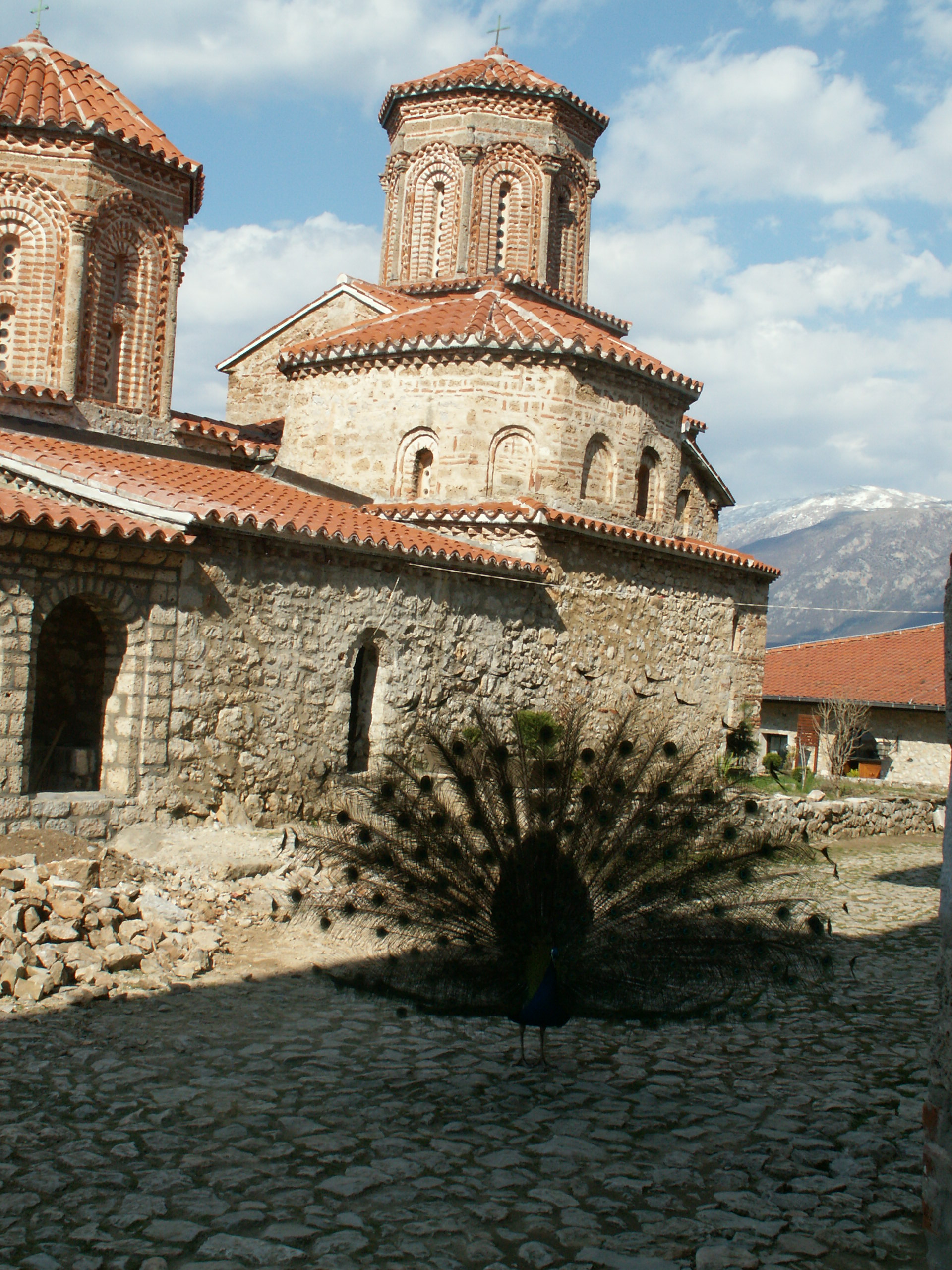
Monastère Saint-Naum à Ohrid

« Naum et Clément arrivèrent dans la pays illyrien et lychnidien. Dans les montagnes de Devoll, au bout du lac de la ville d'Ohrid, entre les deux rivières, Naum fonda un grand monastère et une église dédiés à l'archange saint Michel et à toutes les puissances célestes, grâce aux biens et sur ordre du pieux tsar bulgare Mikhaïl Boris et de son fils Siméon. »

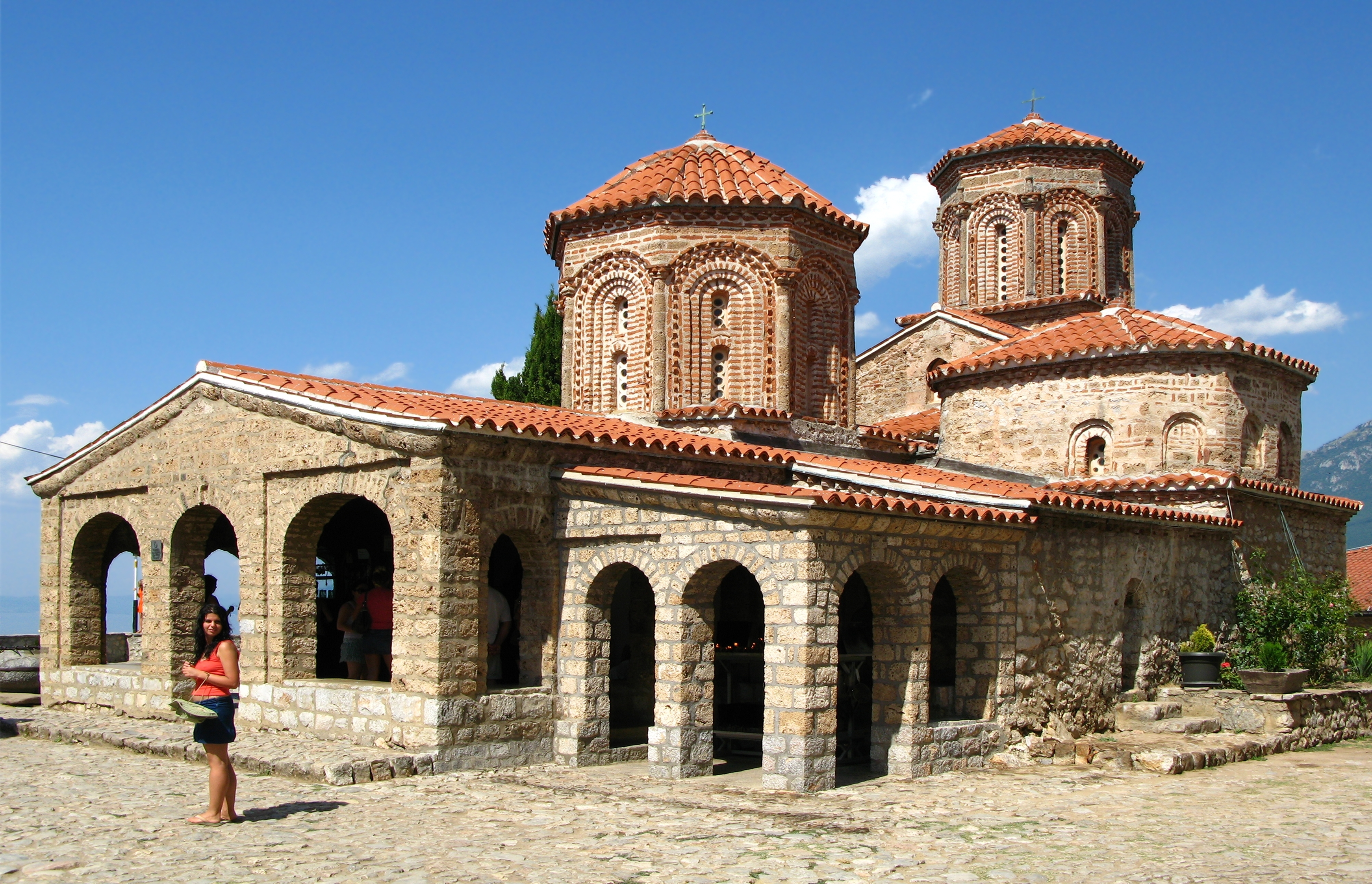
Monastère Saint-Naum, où est enterré saint Naum.

Naum fonde en 905 près d'Ohrid le monastère qui porte aujourd'hui son nom. Outre la construction d'églises et de monastères, les deux hommes d'Église se consacrent à la formation de clercs slavophones et fond d'Ohrid un centre religieux et culturel. L'école d'Ohrid est le lieu de production de la majeure partie de la littérature bulgare ancienne.
Naum meurt en 910 et est enterré dans le monastère qu'il avait fondé en 895 (aujourd'hui monastère Sveti Naum, zn Macédoine du Nord).
On fête Naum le 23 décembre (selon le calendrier grégorien et selon calendrier julien). Naum est également fêté le 27 juillet, le jour des Sept Saints de l'Église bulgare (Свети седмочисленици/Sveti sedmočislenici) (Cyrille, Méthode et leurs cinq élèves : saint Clément, saint Naum, saint Sava, saint Gorazd et saint Angelar).

## Hommage
Le pic saint Naum sur l'Île Livingston, l'une des îles Shetland du Sud en Antarctique, porte son nom.